# Xã Preston, Quận Plymouth, Iowa
Xã Preston (tiếng Anh: Preston Township) là một xã thuộc quận Plymouth, tiểu bang Iowa, Hoa Kỳ. Năm 2010, dân số của xã này là 281 người.